# Lesja Dyčko
Ljudmyla Vasylivna Dyčko, detta Lesja (in ucraino Людмила Василівна Дичко?; Kiev, 24 ottobre 1939), è una compositrice ucraina.

## Biografia
Studiò sotto la guida di Konstjantin Dankevyč e di Borys Ljatošyns'kyj al Conservatorio di Kiev, dove si laureò nel 1964. Associata agli artisti dell'onda neofolcloristica, fu autrice di opere per orchestra, per coro e per balletto, tra le quali ricordiamo Pryvitannja žyttja, con parole di Bohdan Ihor Antonyč, e Viter revoljucii, basato sugli scritti di Maksym Ryl'skyj e di Pavlo Tyčyna. Scrisse numerose cantate per Taras Hryhorovyč Ševčenko e Mykola Vingranovskyi, nonché concerti per coro come Holod – 33 e Lebedi materynstva. Fu una dei primi musicisti sovietici a comporre musica sacra e liturgie negli anni '80. Nel 1994 divenne docente al Conservatorio di Kiev e nel 1989 le fu assegnato il premio nazionale Taras Ševčenko.